# Rokometni klub Celje
Rokometni klub Celje Pivovarna Laško je celjski moški rokometni klub, ki tekme igra v dvorani Zlatorog s kapaciteto 5500 gledalcev, ustanovljen je bil leta 1946. Klub je svoj največji uspeh dosegel v sezoni 2003/04, ko je osvojil naslov v ligi prvakov, v slovenski ligi pa so med sezonama 1991/92 in 2000/01 osvojili deset zaporednih državnih naslovov, po letu premora pa med sezonama 2002/03 in 2007/08 še šest, skupaj pa dvaindvajset. S triindvajsetimi nastopi v Ligi prvakov so tudi med tremi evropskimi ekipami z največ nastopi v tem tekmovanju in so leta 2007 prejeli posebno priznanje Evropske rokometne zveze. S tem so najuspešnejši slovenski moški rokometni klub. Celjska rokometna šola je bila že večkrat izbrana za najboljšo rokometno šolo v Sloveniji.
Celjane na tekmah domačega prvenstva in lige prvakov spremlja navijaška skupina Florijani, ki so leta 2014 praznovali 20. obletnico obstoja.

## Uspehi
V samostojni Sloveniji
- Dvaindvajsetkratni državni prvaki (1991 – 2001, 2003 – 2008, 2010, 2014 – 2018)
- Enaindvajsetkratni zmagovalci Slovenskega pokala (1991 – 2001, 2004, 2006, 2007, 2010, 2012 – 2018)
- Šestkratni zmagovalci Super pokala Slovenije 2007, 2010, 2014 - 2017
- Enajstkratni mladinski državni prvaki
- Desetkratni kadetski državni prvaki
- Petnajstkratni državni prvaki v kategoriji starejših dečkov
- Desetkratni državni prvaki v kategoriji mlajših dečkov
- Bloudkova nagrada 1991
- Športna ekipa leta 2004 po izboru Društva novinarjev Slovenije

V Evropi
- Evropski prvaki 2004
- Zmagovalci Evropskega superpokala 2004, drugo mesto 2007
- Šestkrat polfinalisti Evropske lige prvakov 1997 – 2001, 2005
- Polfinalisti Evropskega pokala pokalnih zmagovalcev 2002/03 in 2011/12
- Dvakrat četrtfinalisti Evropske lige prvakov 2001/02, 2005/06
- Triindvajsetkratni udeleženci lige prvakov
- Kadetski evropski prvaki 1996
- Posebno priznanje EHF 2007

V bivši Jugoslaviji
- Sedem sezon nastopanja v I. Jugoslovanski zvezni ligi (1968-1971, 1977-1979, 1983/84)
- Trikratni finalisti jugoslovanskega pokala (1976, 1978, 1980)
- Štirikratni mladinski državni prvaki; Šestkratni najboljši rokometni klub v Sloveniji; Štirinajstkratni pokalni zmagovalci Slovenije (od 1960); Sedemnajstkratni mladinski prvaki Slovenije (od 1960); Trikratni kadetski prvaki Slovenije (od 1981); Osemkratni slovenski prvaki med starejšimi dečki (od 1980); Štirikratni slovenski prvaki med mlajšimi dečki (od 1980)
- Trideset jugoslovanskih državnih reprezentantov, od tega pet v A-članski reprezentanci
- Preko 100 slovenskih reprezentantov med mladinci, kadeti in dečki
- Vlado Bojovič – 108 nastopov za A-člansko jugoslovansko reprezentanco (124 zadetkov, devetkrat kapetan)

## Dosežki
- Slovensko prvenstvo: 22
  - Prvaki: 1992, 1993, 1994, 1995, 1996, 1997, 1998, 1999, 2000, 2001, 2003, 2004, 2005, 2006, 2007, 2008, 2010, 2014, 2015, 2016, 2017, 2018

- Slovenski pokal: 21
  - Zmagovalci: 1992, 1993, 1994, 1995, 1996, 1997, 1998, 1999, 2000, 2001, 2004, 2006, 2007, 2010, 2012, 2013, 2014, 2015, 2016, 2017, 2018

- Slovenski superpokal: 6
  - Zmagovalci: 2007, 2010, 2014, 2015, 2016, 2017
  - Finalisti: 2012

- Rokometna liga prvakov: 1
  - Prvaki: 2004
  - Polfinalisti (6): 1997, 1998, 1999, 2000, 2001, 2005

- Evropski superpokal: 1
  - Zmagovalci: 2004

- Jugoslovanski pokal:
  - Finalisti: 1976, 1978, 1980